# Copa Italia A1 de Voleibol 2014-15
La Copa Italia A1 de voleibol masculino 2014-15, fue la 37° edición de la Copa Italia realizada entre el 6 y el 11 de enero de 2015. El ganador fue el Pallavolo Modena que consiguió su undécimo título derrotando por 3-1 el Trentino Volley, 17 años después del último triunfo en la temporada 1997/1998

## Formato
Participan a la competición los ocho mejores equipos de la Serie A1 2014/2015 al término de la primera vuelta. El torneo se disputa a partido único: los cuartos en casa de los mejores clasificados, semifinales y final en el Pala Dozza de Bologna.

## Equipos clasificados
- Trentino Volley (1° clasificada)
- Pallavolo Modena (2° clasificada)
- Lube Treia (3° clasificada)
- Sir Safety Perugia (4° clasificada)
- Blu Volley Verona (5° clasificada)
- Top Volley Latina (6° clasificada)
- Porto Robur Costa Ravenna (7° clasificada)
- Pallavolo Piacenza (8° clasificada)

## Resultados
|  | Cuartos de final | Cuartos de final          | Cuartos de final |                    |   | Semifinales      | Semifinales | Semifinales |  |   | Final           | Final | Final |  |
|  |                  |                           |                  |                    |   |                  |             |             |  |   |                 |       |       |  |
|  |                  |                           |                  |                    |   |                  |             |             |  |   |                 |       |       |  |
|  | 1                | Trentino Volley           | 3                |                    |   |                  |             |             |  |   |                 |       |       |  |
|  | 1                | Trentino Volley           | 3                |                    |   |                  |             |             |  |   |                 |       |       |  |
|  | 8                | Pallavolo Piacenza        | 2                |                    |   |                  |             |             |  |   |                 |       |       |  |
|  | 8                | Pallavolo Piacenza        | 2                |                    | 1 | Trentino Volley  | 3           |             |  |   |                 |       |       |  |
|  |                  |                           |                  |                    | 1 | Trentino Volley  | 3           |             |  |   |                 |       |       |  |
|  |                  |                           | 4                | Sir Safety Perugia | 2 |                  |             |             |  |   |                 |       |       |  |
|  | 4                | Sir Safety Perugia        | 4                | Sir Safety Perugia | 2 | 3                |             |             |  |   |                 |       |       |  |
|  | 4                | Sir Safety Perugia        |                  |                    |   |                  |             |             |  |   |                 |       |       |  |
|  | 5                | Blu Volley Verona         | 0                |                    |   |                  |             |             |  |   |                 |       |       |  |
|  | 5                | Blu Volley Verona         | 0                |                    |   |                  |             |             |  | 1 | Trentino Volley | 1     |       |  |
|  |                  |                           |                  |                    |   |                  |             |             |  | 1 | Trentino Volley | 1     |       |  |
|  |                  |                           | 2                | Pallavolo Modena   | 3 |                  |             |             |  |   |                 |       |       |  |
|  | 2                | Pallavolo Modena          | 2                | Pallavolo Modena   | 3 | 3                |             |             |  |   |                 |       |       |  |
|  | 2                | Pallavolo Modena          |                  |                    |   |                  |             |             |  |   |                 |       |       |  |
|  | 7                | Porto Robur Costa Ravenna | 0                |                    |   |                  |             |             |  |   |                 |       |       |  |
|  | 7                | Porto Robur Costa Ravenna | 0                |                    | 2 | Pallavolo Modena | 3           |             |  |   |                 |       |       |  |
|  |                  |                           |                  |                    | 2 | Pallavolo Modena | 3           |             |  |   |                 |       |       |  |
|  |                  |                           | 3                | Lube Treia         | 2 |                  |             |             |  |   |                 |       |       |  |
|  | 3                | Lube Treia                | 3                | Lube Treia         | 2 | 3                |             |             |  |   |                 |       |       |  |
|  | 3                | Lube Treia                |                  |                    |   |                  |             |             |  |   |                 |       |       |  |
|  | 6                | Top Volley Latina         | 0                |                    |   |                  |             |             |  |   |                 |       |       |  |
|  | 6                | Top Volley Latina         | 0                |                    |   |                  |             |             |  |   |                 |       |       |  |
|  |                  |                           |                  |                    |   |                  |             |             |  |   |                 |       |       |  |

| Fecha | Partido                                      | Resultado                               |
| 06/01 | Trentino Volley – Pallavolo Piacenza         | 3-2 (24-26, 19-25, 37-35, 25-21, 16-14) |
| 06/01 | Sir Safety Perugia – Blue Volley Verona      | 3-0 (25-13, 29-27, 25-22)               |
| 06/01 | Pallavolo Modena – Porto Robur Costa Ravenna | 3-0 (25-21, 25-15, 25-22)               |
| 06/01 | Lube Treia – Top Volley Latina               | 3-0 (25-21, 28-26, 25-21)               |

| Fecha | Partido                              | Resultado                               |
| 10/01 | Trentino Volley - Sir Safety Perugia | 3-2 (22-25, 28-26, 19-25, 25-14, 15-10) |
| 10/01 | Pallavolo Modena – Lube Treia        | 3-2 (25-19, 23-25, 12-25, 25-23, 15-11) |

| Fecha | Partido                            | Resultado                        |
| 11/01 | Trentino Volley - Pallavolo Modena | 1-3 (19-25, 19-25, 25-23, 12-25) |

### Campeón
| Campeón de la Copa Italia 2014/2015 |
| ----------------------------------- |
| Pallavolo Modena 11º Título         |